# Дордола (Удине)
Дордола је насеље у Италији у округу Удине, региону Фурланија-Јулијска крајина.
Према процени из 2011. у насељу је живело 67 становника. Насеље се налази на надморској висини од 639 м.